# Hristos Galben
Hristos Galben (în franceză Le Christ jaune) este un tablou realizat de Paul Gauguin în 1889, în Pont-Aven. Împreună cu Hristos Verde, este considerat a fi unul dintre cele mai importante lucrări ale simbolismului în pictură.

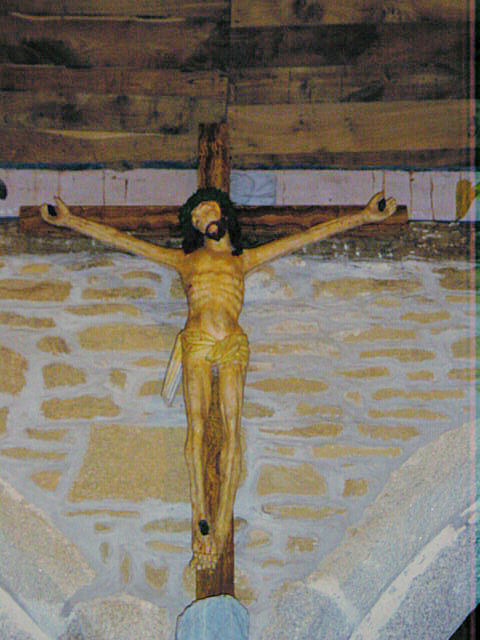
Crucifixul din Trémalo, Pont-Aven, o sculptură în lemn anonimă, 189 x 133 cm

Gauguin a vizitat pentru prima Pont-Aven în 1886. El s-a întors în sat la începutul lui 1888 pentru a rămâne acolo până la jumătatea lunii octombrie, când a plecat să i se alăture lui Vincent van Gogh la Arles, pentru puțin peste două luni. La începutul lui 1889, Gauguin a venit din nou la Pont-Aven și a rămas acolo până în primăvara anului 1890. Șederea a fost întreruptă doar de o scurtă vizită în vara anului 1889 la Paris, pentru a vedea Exposition Universelle și pentru a aranja Expoziția Volpini. Curând după întoarcerea sa în Pont-Aven a pictat în Hristos Galben.
Hristos Galben este o operă simbolică care înfățișează răstignirea lui Hristos ca având loc în secolul al XIX-lea în nordul Franței, unde femeile bretone sunt adunate în rugăciune. Gauguin se bazează foarte mult pe linii îndrăznețe pentru a-și defini personajele și folosește umbre numai pentru femei. Paleta tomnatică de galben, roșu și verde din peisaj are ecou în galbenul dominant folosit pentru Hristos. Contururile groase și planeitatea formelor din acest tablou sunt tipice stilului cloazonist. 
Un studiu pentru Hristos Galben în creion este păstrată în Muzeul Thyssen-Bornemisza, iar o versiune în acuarelă se află în colecția de la Institutul de Artă din Chicago, cadou de la Elizabeth F. Chapman.

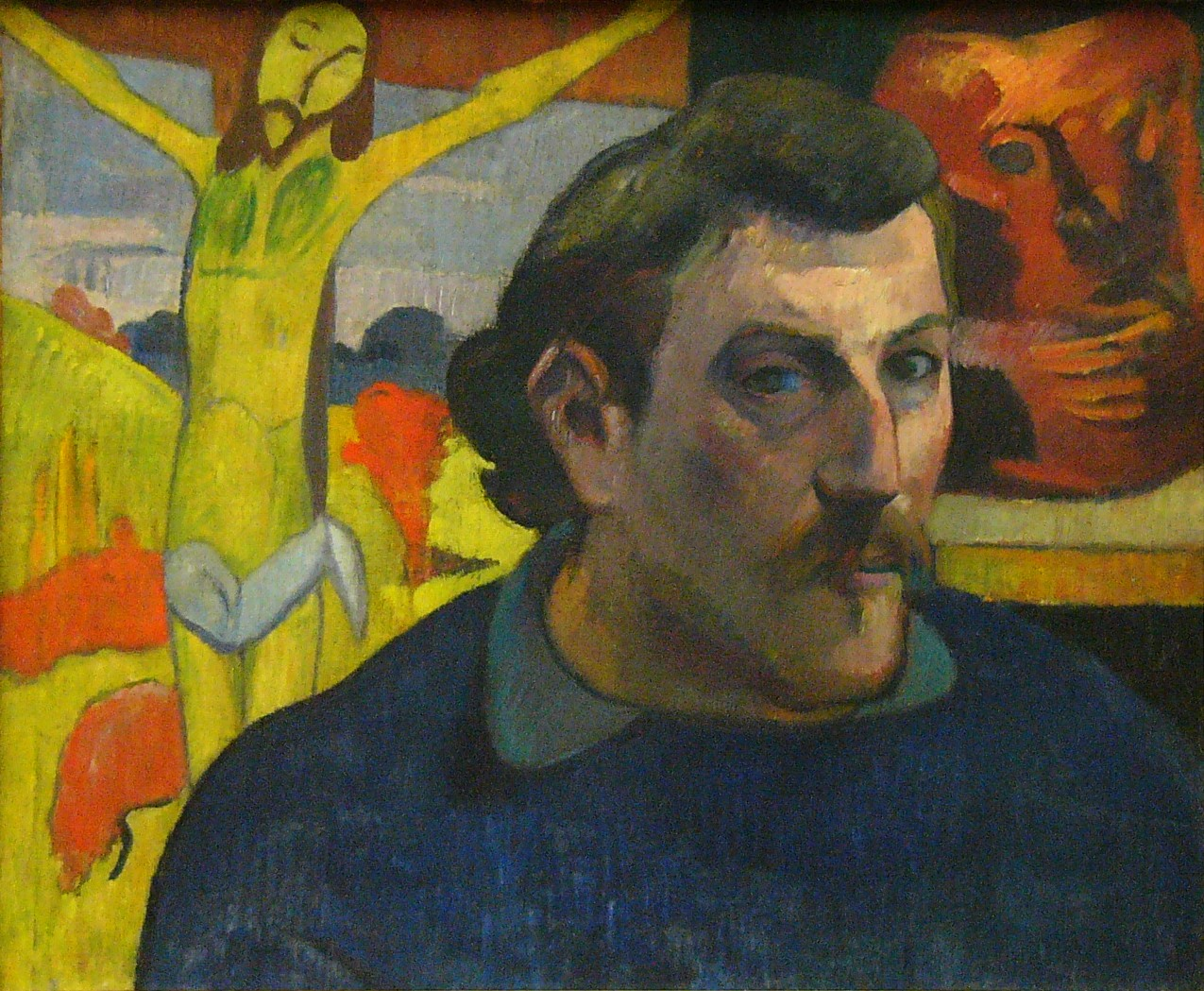
Auto-portret cu Hristos Galben (Autoportrait au Christ jaune), 1890-1891, de Paul Gauguin, ulei pe pânză, 38 x 46 cm, Musée d'Orsay, Paris, arată pictura inversată, „în oglindă”.